# Нестеренко Ігор Сергійович
Нестеренко Ігор Сергійович — український композитор, звукорежисер.

## З життєпису
Народ. 7 травня 1961 р. в Києві.
Закінчив Київську музичну школу.
Автор музики до телефільму А. Буковського «Особиста зброя» (1991).
Запис музики до фільмів: «Далі польоту стріли» (1990), «Ніагара» (1991), «Владика Андрей» (2008, у співавт.) та ін.